# 브랜던 존스 (야구 선수)
브랜던 존스(Brandon Jones, 1988년 5월 7일 ~ )는 미국의 배우이다.

## 출연 작품
- 더 파인더 (2011)
- 라이 투 미 1 (2009)